# Mayu Hamada
Mayu Hamada –en japonès, 濱田 真由– (Saga, 31 de gener de 1994) és una esportista japonesa que competeix en taekwondo, guanyadora de dues medalles, or en 2015 i plata en 2013, ambdues en la categoria de –57 kg.

## Palmarès internacional
| Campionat Mundial | Campionat Mundial     | Campionat Mundial | Campionat Mundial |
| Any               | Lloc                  | Medalla           | Categoria         |
| ----------------- | --------------------- | ----------------- | ----------------- |
| 2013              | Puebla ( Mèxic)       | 2                 | –57 kg            |
| 2015              | Cheliábinsk ( Rússia) | 1                 | –57 kg            |